# Эвертон (район Ливерпуля)
Э́вертон (англ. Everton) — район города Ливерпуль в графстве Мерсисайд в Англии. Население составляет 14 782 человека (на 2011 год).

## Топонимика
Название Эвертон происходит от саксонского слова eofor, что означает дикий кабан, обитающий в лесах.

## Общее описание
Эвертон — район в центре города, расположенный к северу от центра Ливерпуль-сити, с Воксхолл на западе, Киркдейл на севере и Энфилд на северо-востоке. Ливерпульский вход в тоннель «Кингсуэй» расположен недалеко от границ этого района.
Эвертон, как правило, состоит из современных домов с террасами, но вместе с тем, по статистике, является одним из самых неблагополучных районов города.

## История
Эвертон — древнее поселение, и так же как и Ливерпуль, был одним из шести  графств Уэст Дерби. До конца XVIII века Эвертон был небольшим сельским приходом Уолтон-он-Хилл (англ. Walton-on-the-Hill), но рост благосостояния близлежащего Ливерпуля подтолкнул его более богатых жителей к переезду в Эвертон. К началу XIX века спрос на жилье в Ливерпуле привел к тому, что Эвертон начал застраиваться и стал частью Ливерпуля в 1835 году.. Большая часть земли в Эвертоне когда-то принадлежала местной семье Ходсонов.
Наряду с соседним Воксхоллом, в Эвертоне проживала крупная ирландская диаспора. Сектантство было одним из негативных последствий религиозных разногласий между католиками и протестантами, существовавших в течение многих лет. Улица Сан-Доминго-Роуд в Эвертоне была предполагаемым местом для строительства католического Кафедрального собора, но от этого отказались из-за финансовых трудностей. В конце концов собор был расположен в центре города, недалеко от южной окраины Эвертона.
Расчистка городских территорий в 1960-х и 1970-х годах, за которой последовало создание парка Эвертон, изменила облик района, и некоторые его части после этого так и не восстановились. С 1960-х годов население района сократилось более чем на 100 000 человек. Эвертон-парк заменил плотно забитые улицы города полями и деревьями. Ландшафт Эвертона в настоящее время в основном не городской, а парковый, так как были снесены сотни зданий.
В 2017 году, в рамках реализации проекта под кодовом названием «Project Jennifer», был открыт новый районный центр на улице Грейт-Гомер, включая обновленный рынок «Greaty» (под брендом «Greatie»). Целью проекта было вдохнуть новую жизнь в захудалые районы Эвертона. Проект сталкивался с многочисленными забастовками и задержками на этапах предложения и строительства, но в конечном итоге был завершен в июне 2017 года, совпав с открытием супермаркета Sainsbury's. Здесь же находится центр NSPCC Hargreaves (названный в честь местного благотворителя Джон Харгривз), который был открыт в мае 2007 года на месте бывшего крытого рынка.

## Достопримечательности

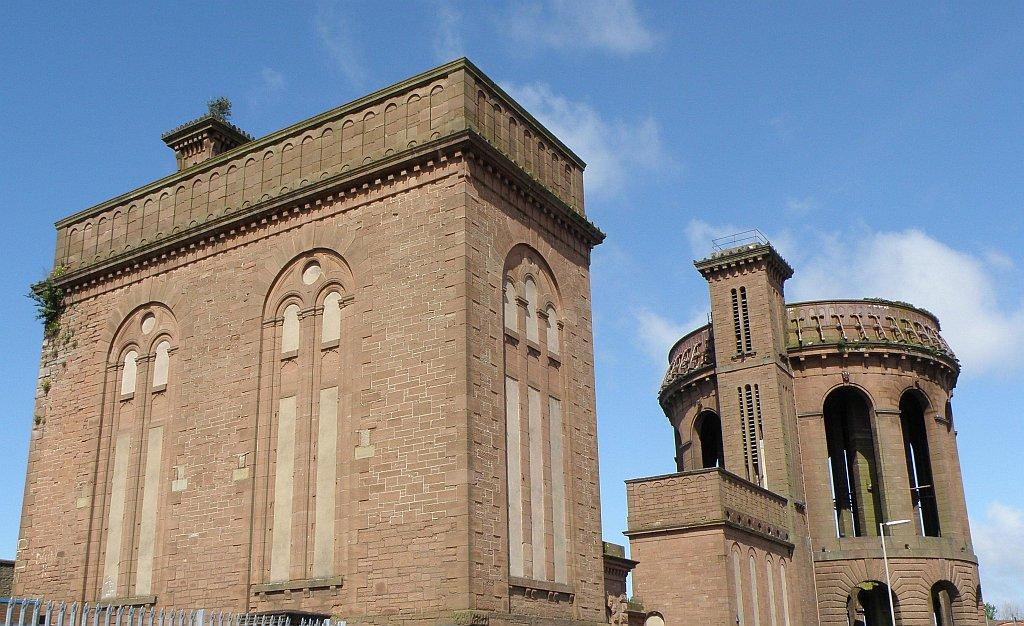
Водонасосная башня. (1864 года)

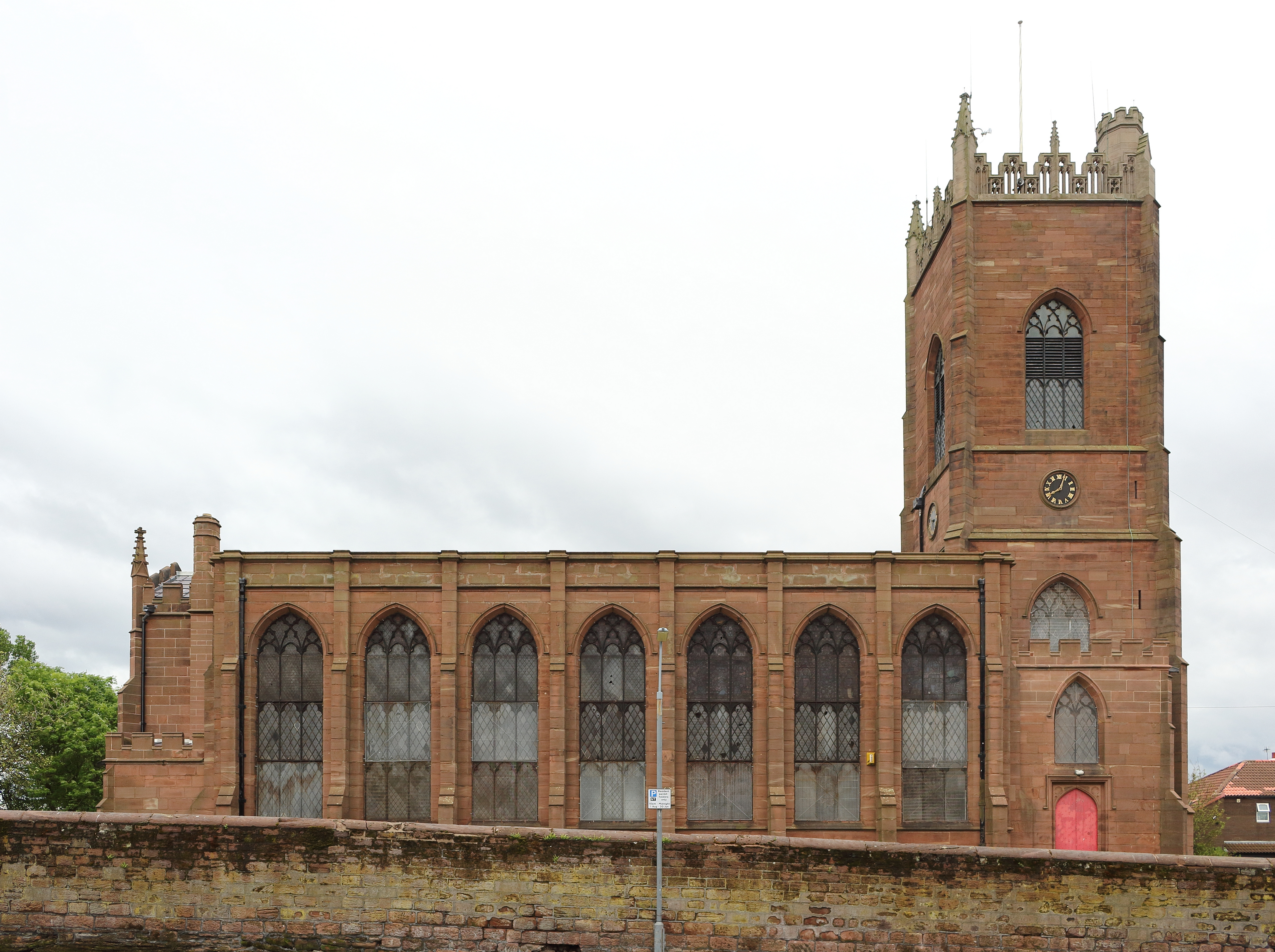
Церковь Святого Георгия

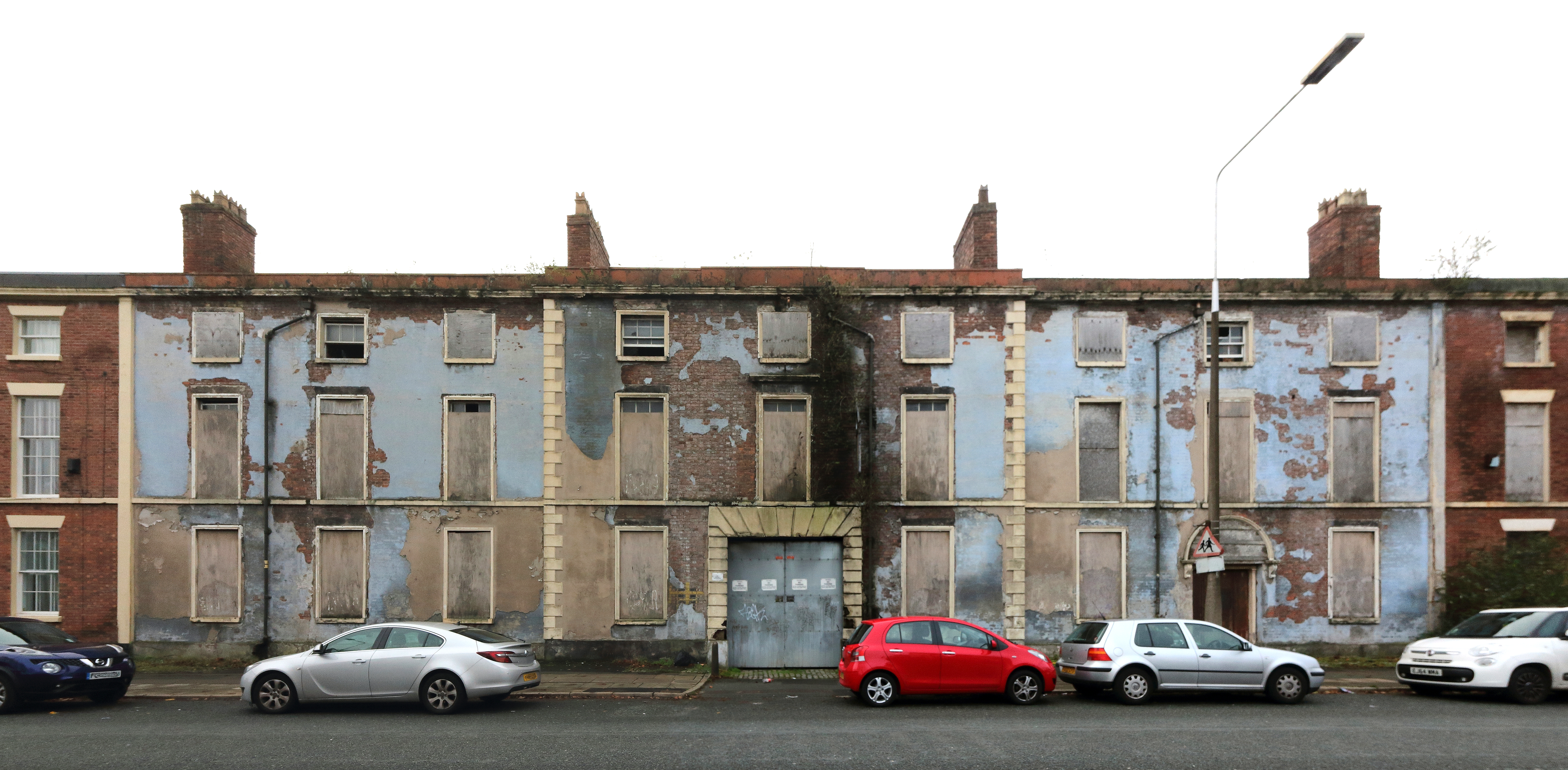
Everton Road drill hall

- Башня принца Руперта
- Водонасосная башня[англ.]
- Церковь Святого Георгия[англ.]
- Библиотека Эвертона[англ.]

## Связь с ФК «Эвертон»
Футбольный клуб «Эвертон» первоначально назывался ФК «Св. Доминго» в честь района, где находилась часовня Св. Доминго. В этом районе также расположено здание Эвертонской тюрьмы, известное в округе как Башня принца Руперта. Рисунок башни включен в эмблему клуба. Баркер энд Добсон, местный производитель сладостей, выпустил «Эвертонские мятные конфеты» в честь футбольного клуба «Эвертон».
По иронии судьбы, ФК «Эвертон» никогда на самом деле не играл в этом районе. Его первые три здания были расположены в Энфилде, включая Стэнли Парк. Клуб также играл в Гудисон Парке в районе Уолтон с 1892 года. Кроме того, кладбище Эвертона также не расположено в Эвертоне, оно находится дальше на северо-восток в районе Фазакерли.

## Связь с ФК «Ливерпуль»
Ливерпульский футбольный клуб был первоначально основан как Футбольный клуб «Эвертон». 26 января 1892 года в результате раскола ФК «Эвертон» переехал в Гудисон Парк. 3 июня 1892 года другие эвертонцы, которые основали Everton Athletic, чтобы играть на Энфилде, переименовали свой клуб в «Ливерпуль».

## Уроженцы
- Томас Де Квинси — английский писатель
- Пол Маккартни — британский музыкант
- Роберт Трессол — английский писатель
- Робб Уилтон[англ.] — английский комик и актёр